# كبريتيد البوليفينلين

كبريتيد البوليفينيل

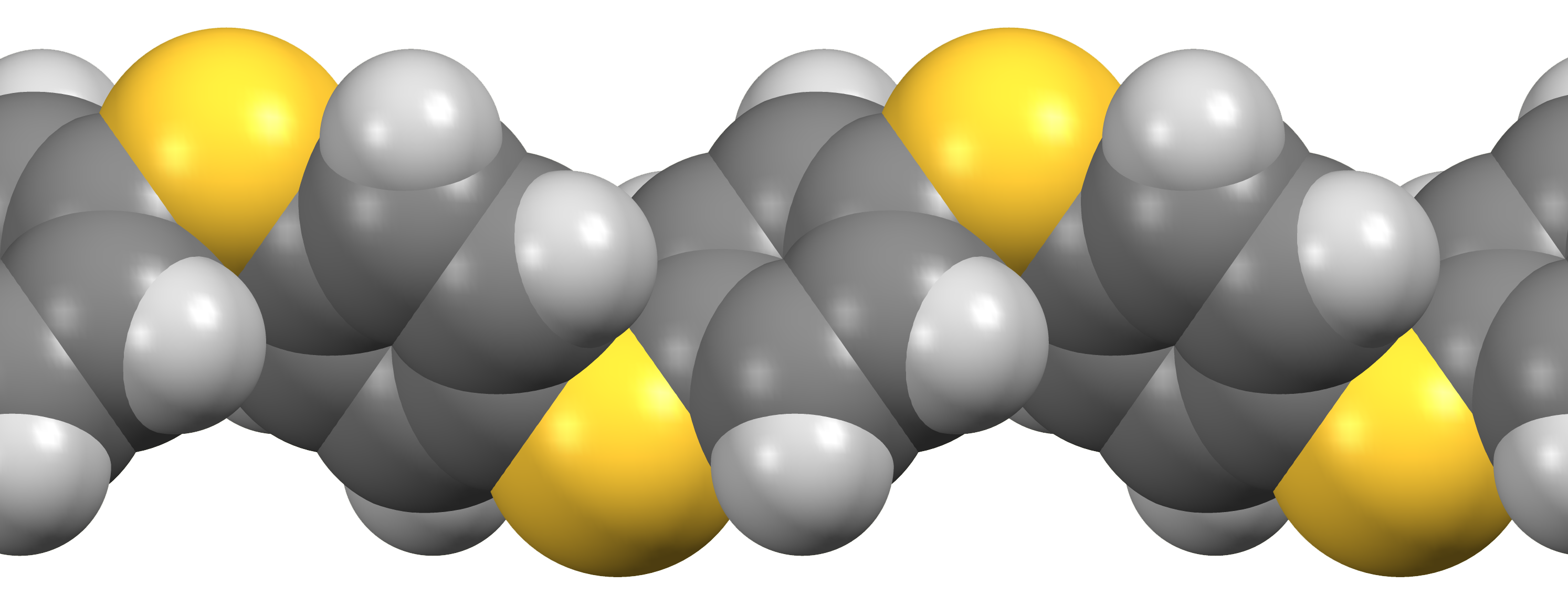
نموذج ملء الفراغ لمقطع قصير من سلسلة كبريتيد البوليفينيل من التركيب البلوري

كبريتيد البوليفينلين (PPS) هو بوليمر عضوي يتكون من حلقات عطرية مرتبطة بالكبريتيدات. تتميز الألياف الاصطناعية والمنسوجات المشتقة من هذا البوليمر بمقاومة كيميائية وحرارية. يستخدم في مرشح النسيج لالفحم المرجل، وصناعة الورق اللباد، العزل الكهربائي، مكثفات الفيلم، الأغشية الصناعية الخاصة، والحشايا، والتغليف. كبريتيد البوليفينلين هو مقدمة لبوليمر موصل من عائلة بوليمر قضيب شبه مرن. يمكن تحويل PPS، الذي يكون عازلًا بخلاف ذلك، إلى شكل أشباه الموصلات عن طريق الأكسدة أو استخدام المنشطات. 
كبريتيد البوليفينلين هو بلاستيك هندسي، يشيع استخدامه اليوم باعتباره لدن حراري عالي الأداء. يمكن تشكيل PPS أو بثقها أو تشكيلها لضعف تحملها. في شكله الصلب النقي، قد يكون أبيض معتمًا إلى لون أسمر فاتح. أقصى درجة حرارة للخدمة هي 218 °م (424 °ف). لم يعثر على PPS يذوب في أي مذيب عند درجات حرارة أقل من 200 °م (392 °ف). 
طريقة سهلة للتعرف على المركب هي من خلال الصوت المعدني الذي يصدره عند ضربه.

## الشركات المصنعة والأسماء التجارية
يتم تسويق PPS بأسماء تجارية مختلفة من قبل جهات تصنيع مختلفة. اللاعبون الرئيسيون في الصناعة هم China Lumena New Materials و Solvay و Kureha و SK Chemicals و Celanese و DIC Corporation و Toray Industries و Zhejiang NHU Special Materials و سابك و Tosoh .  تشمل الشركات المصنعة الأخرى Chengdu Letian Plastics و Lion Idemitsu Composites و Initz (مشروع مشترك بين SK Chemicals و Teijin ). 
فيما يلي أمثلة لأسماء العلامات التجارية حسب الشركة المصنعة ونوع PPS:
- تيدور ، ألبيس بلاستيك ، خطي
- DIC, PPS ، DIC Corporation ، خطي ومتشابك
- DURAFIDE، Polyplastics Co. Ltd ، نوع خطي
- ECOTRAN ، INITZ ، وزعت ومركبة عبر A. Schulman
- فورترون ، تيكونا ، نوع خطي
- بيتكول ، توسو
- Therma-Tech TT9200-5001 ، شركة PolyOne
- Ryton ، Solvay Specialty Polymers ، الخطية والمتصالبة
- توريلينا توراي
- NHU-PPS ، Zhejiang NHU Company Ltd. ، النوع الخطي والمتشابك

## الصفات
PPS هي واحدة من أهم بوليمرات التلدن الحراري عالية الحرارة لأنها تعرض عددًا من الخصائص المرغوبة. تشمل هذه الخصائص مقاومة الحرارة ، والأحماض ، والقلويات ، والعفن الفطري ، والمبيضات ، والشيخوخة ، وضوء الشمس ، والتآكل . أيضا هو يمتص فقط كميات صغيرة من المذيبات ويقاوم الصبغات .

## الإنتاج
تعريف لجنة التجارة الفيدرالية للألياف الكبريتية هو «ألياف مُصنعة تكون فيها مادة كيمائية مكونة للألياف عبارة عن متعدد كبريتيد صناعي طويل السلسلة يتم فيه ربط 85٪ على الأقل من روابط الكبريتيد (-S-) مرتبطة مباشرة باثنين (2) من الخواتم العطرية»
يتكون بوليمر PPS (كبريتيد البوليفينيل) عن طريق تفاعل كبريتيد الصوديوم مع ثنائي كلورو بنزين :
ClC6H4Cl + Na2S → 1n [C6H4S]n + 2 NaCl

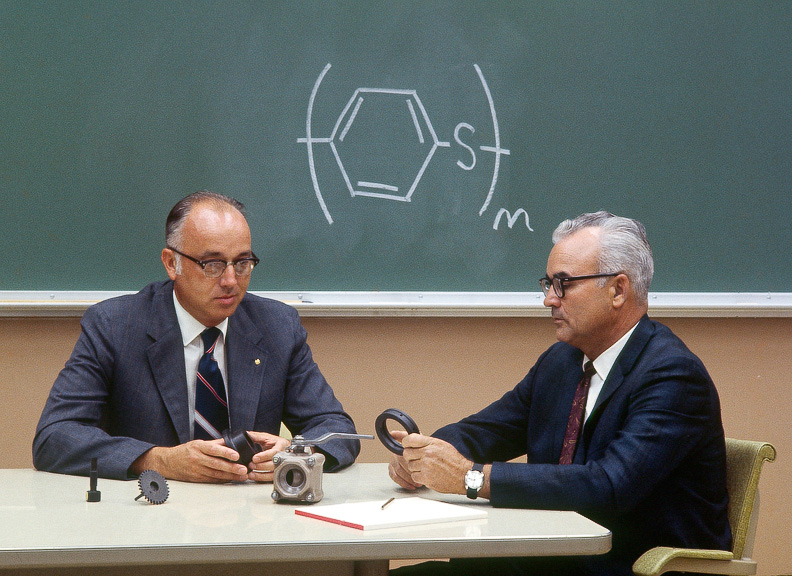
هيل وإدموندز ، مطورو كبريتيد البوليفينلين

تم تطوير عملية الإنتاج التجاري لـ PPS (Ryton) في البداية من قبل الدكتور H. Wayne Hill Jr. و James T. Edmonds في شركة فيليبس البترولية .  N-ميثيل-2-بيروليدون يستخدم (NMP) مذيبات مفّعل لأنه مستقر عند درجات الحرارة العالية اللازمة للتوليف ويذّوب كل من العامل الكبرتيتي و الـبلازميدة قليلة القسيمات الوسيطة.
اخترع روبرت دبليو كامبل PPS الخطي عالي الوزن الجزيئي والقادر على البثق في الفيلم والصهر في الألياف. 
تم إنتاج أول ألياف كبريتية تجارية أمريكية في عام 1983 بواسطة شركة Phillips Fibers Corporation ، وهي شركة تابعة لشركة Phillips 66 . 

## روابط خارجية
- [وصلة مكسورة]PPS Characteristics, Processing Methods, Applications
- [وصلة مكسورة]The latest application of PPS in automotive parts